# Marina (Sorolla)
Marina es una pintura al óleo sobre lienzo pintada por el pintor valenciano Joaquín Sorolla, en 1881, al comienzo de su carrera como pintor. Esta pequeña pintura se expone en el Museo Sorolla  de Madrid.
La pintura está en línea con las academias de finales del siglo XIX influenciadas por la tradición de las marinas posrománticas de Europa Central. Sorolla, que estudiaba bellas artes en Valencia, buscaba su propio estilo y fue influenciado por Rafael Monleón y Torres, pintor, arqueólogo y piloto naval de Valencia.
La pintura de pequeñas dimensiones representa la actividad de un puerto comercial. Está dominado por grises, azules y ocres que contribuyen a generar una atmósfera tranquila y melancólica. La obra está muy lejos de los grandes lienzos con blancos y colores brillantes que caracterizaron la obra posterior de Sorolla.